# برنارد تسیه
برنارد تسیه (تلفظ فرانسوی: [tɛsje]) یک ریاضی‌دان فرانسوی و متولد سال ۱۹۴۵ میلادی است. زمینهٔ کاری وی جبرجابجایی و هندسهٔ جبری می‌باشد. تسیه دکترایش را از دانشگاه دیدرو پاریس در سال ۱۹۷۳ تحت استاد راهنمایی هیسوکه هیروناکا دریافت کرد. استاد راهنمای او، خودش و بسیاری از شاگردانش همچون هرویگ هاوزر از صاحب‌نظران در نظریهٔ تحلیل تکینگی هستند. تسیه عضو ویراستاران تخصصی نشریهٔ بولتین انجمن ریاضی ایران نیز است.